# Olympische Sommerspiele 2024/Teilnehmer (Burkina Faso)
| Gelbes Symbol für Goldmedaillen mit stilisierten Olympischen Ringen | Graues Symbol für Silbermedaillen mit stilisierten Olympischen Ringen | Braundes Symbol für Bronzemedaillen mit stilisierten Olympischen Ringen |
| ------------------------------------------------------------------- | --------------------------------------------------------------------- | ----------------------------------------------------------------------- |
| —                                                                   | —                                                                     | —                                                                       |

Burkina Faso nahm an den Olympischen Spielen 2024 vom 26. Juli bis zum 11. August 2024 in Paris mit 8 Athleten (5 Männer, 3 Frauen) teil. Es war die insgesamt elfte Teilnahme an Olympischen Sommerspielen.

## Teilnehmer nach Sportarten

### Judo
Carmel Kone erhielt eine Wildcard für den Wettbewerb im Mittelgewicht der Männer.
| Athleten    | Wettbewerb       | 1. Runde  | 1. Runde | 2. Runde      | 2. Runde      | Achtelfinale  | Achtelfinale  | Viertelfinale | Viertelfinale | Halbfinale / Trostrunde | Halbfinale / Trostrunde | Finale / Platz 3 | Finale / Platz 3 | Rang |
| Athleten    | Wettbewerb       | Gegner    | Ergebnis | Gegner        | Ergebnis      | Gegner        | Ergebnis      | Gegner        | Ergebnis      | Gegner                  | Ergebnis                | Gegner           | Ergebnis         | Rang |
| ----------- | ---------------- | --------- | -------- | ------------- | ------------- | ------------- | ------------- | ------------- | ------------- | ----------------------- | ----------------------- | ---------------- | ---------------- | ---- |
| Männer      |                  |           |          |               |               |               |               |               |               |                         |                         |                  |                  |      |
| Carmel Kone | Klasse bis 90 kg | Han J.-y. | 0:10     | ausgeschieden | ausgeschieden | ausgeschieden | ausgeschieden | ausgeschieden | ausgeschieden | ausgeschieden           | ausgeschieden           | ausgeschieden    | ausgeschieden    | 17   |

### Leichtathletik
Zwei burkinische Leichtathleten haben die Olympianormen des Weltverbandes erreicht.
Springen und Werfen
| Athleten             | Wettbewerb | Qualifikation | Qualifikation | Finale     | Finale | Rang |
| Athleten             | Wettbewerb | Weite/Höhe    | Rang          | Weite/Höhe | Rang   | Rang |
| -------------------- | ---------- | ------------- | ------------- | ---------- | ------ | ---- |
| Frauen               |            |               |               |            |        |      |
| Marthe Koala         | Weitsprung | 6,59 m        | 11            | 6,61 m     | 9      | 9    |
| Männer               |            |               |               |            |        |      |
| Hugues Fabrice Zango | Dreisprung | 17,16 m       | 2             | 17,50 m    | 5      | 5    |

### Radsport
Über die Afrika-Meisterschaften 2023 erhielt Burkina Faso einen Startplatz für das Straßenrennen der Frauen.
| Athleten   | Wettbewerb    | Zeit | Rang |
| ---------- | ------------- | ---- | ---- |
| Frauen     |               |      |      |
| Awa Bamogo | Straßenrennen | DNF  | DNF  |

### Schwimmen
| Athleten          | Wettbewerb    | Vorlauf | Vorlauf | Halbfinale    | Halbfinale    | Finale        | Finale        | Rang |
| Athleten          | Wettbewerb    | Zeit    | Rang    | Zeit          | Rang          | Zeit          | Rang          | Rang |
| ----------------- | ------------- | ------- | ------- | ------------- | ------------- | ------------- | ------------- | ---- |
| Frauen            |               |         |         |               |               |               |               |      |
| Iman Kouraogo     | 50 m Freistil | 30,33 s | 62      | ausgeschieden | ausgeschieden | ausgeschieden | ausgeschieden | 62   |
| Männer            |               |         |         |               |               |               |               |      |
| Souleymane Naparé | 50 m Freistil | 26,66 s | 59      | ausgeschieden | ausgeschieden | ausgeschieden | ausgeschieden | 59   |

### Taekwondo
Beim afrikanischen Qualifikationsturnier in Dakar konnten sich zwei Athleten für die Olympischen Spiele qualifizieren.
| Athleten        | Wettbewerb       | Achtelfinale | Achtelfinale | Viertelfinale | Viertelfinale | Hoffnungsrunde Halbfinale | Hoffnungsrunde Halbfinale | Halbfinale    | Halbfinale    | Hoffnungsrunde Finale | Hoffnungsrunde Finale | Finale        | Finale        | Rang |
| Athleten        | Wettbewerb       | Gegner       | Ergebnis     | Gegner        | Ergebnis      | Gegner                    | Ergebnis                  | Gegner        | Ergebnis      | Gegner                | Ergebnis              | Gegner        | Ergebnis      | Rang |
| --------------- | ---------------- | ------------ | ------------ | ------------- | ------------- | ------------------------- | ------------------------- | ------------- | ------------- | --------------------- | --------------------- | ------------- | ------------- | ---- |
| Männer          |                  |              |              |               |               |                           |                           |               |               |                       |                       |               |               |      |
| Ibrahim Maïga   | Klasse bis 68 kg | H. Reçber    | 0:2          | ausgeschieden | ausgeschieden | ausgeschieden             | ausgeschieden             | ausgeschieden | ausgeschieden | ausgeschieden         | ausgeschieden         | ausgeschieden | ausgeschieden | 11   |
| Faysal Sawadogo | Klasse bis 80 kg | S. Takov     | 2:0          | C. Nickolas   | 0:2           | ausgeschieden             | ausgeschieden             | ausgeschieden | ausgeschieden | ausgeschieden         | ausgeschieden         | ausgeschieden | ausgeschieden | 9    |